# Джизакская область
Джиза́кская о́бласть (вилоя́т; узб. Jizzax viloyati / Жиззах вилояти) — административная единица территориального деления Узбекистана. Административный центр — город Джизак.

## История

Карта административного деления Самаркандской области 1870—1924 годов.

Джизак возник в эпоху Саманидов в X веке. Затем он входил в состав государств, возглавляемых тюркскими династиями Караханидов и Ануштегинидов-хорезмшахов.
В 1220 году был захвачен монголами и входил в состав Чагатайского улуса. С 1370 года стал частью империи Амира Темура, а позже — государства Мирзо Улугбека.
В XVI-XVIII веках территория современной Джизакской области была частью узбекских государств Шейбанидов и Аштарханидов — Бухарского ханства.
С 1756 по 1866 год Джизакское бекство входило в состав Бухарского эмирата, возглавляемого узбекской династией Мангытов.
В 1866 году Джизак был завоёван Российской империей и стал частью Туркестанского генерал-губернаторства. С 1922 по 1991 год город был в составе Узбекской ССР (СССР).
До 1924 года территория современной Джизакской области входила в состав Самаркандской области, в которой был образован Джизакский уезд.
До 1936 года самая северная часть территории Джизакской области входила в РСФСР (в Киргизскую и Казахскую АССР), а затем до 1956 года — в Казахскую ССР.
В 1956 году часть Голодностепской области (ныне — северные территории Навоийской, Джизакской и Сырдарьинской области) была передана в состав Узбекистана с целью развития хлопковой монокультуры в одной республике.
Джизакская область образована Указом Президиума Верховного Совета Узбекской ССР от 29 декабря 1973 года в составе Узбекской ССР. В её состав вошли город Джизак (административный центр) и районы: Джизакский, Дустликский, Зааминский, Мирзачульский, Октябрьский, Пахтакорский, Фаришский Сырдарьинской области, Бахмальский и Галляаральский районы Самаркандской области. В 1975 году дополнительно был образован Арнасайский район, а в 1979 — Зарбдарский.
6 сентября 1988 года Джизакская область была упразднена с передачей территории в Сырдарьинскую область, а 16 февраля 1990 года восстановлена.

## География
Джизакская область находится в центральной части Узбекистана между реками Сырдарья и Зеравшан. Площадь территории области — 20 500 км².
Граничит на севере — с Республикой Казахстан и Сырдарьинской областью, на юго-востоке — с Республикой Таджикистан, на западе — с Навоийской и Самаркандской областями.

## Климат
Климат — континентальный, засушливый, с жарким летом и умеренно холодной зимой.
На территории области есть национальная зона отдыха — санаторий Заамин. В 1976 году был открыт Зааминский национальный парк.

## Население
В области в 2011 году проживало более 1 186 100 человек или 4,7 % населения Республики, включая более 70 национальностей и народностей.
88,0 % составляло коренное население — узбеки. Наряду с ними здесь проживали киргизы — 4,1 %, таджики — 3,0 %, казахи — 2,1 %, русские — 0,7 % и представители других национальностей — 2,1 %.
На официальном сайте Комитета по межнациональным отношениям и дружественным связям с зарубежными странами при Кабинете министров Республики Узбекистан опубликованы следующие сведения о численности национальных меньшинств в Джизакской области:
- киргизы — 43 720 чел.
- таджики — 30 496 чел.
- казахи — 28 519 чел.
- русские — 15 088 чел.
- татары — 6 460 чел.
- корейцы — 2 746 чел.

Плотность населения области — сравнительно низкая и составляет 50 человек на 1 км². Преобладает сельское население, его доля — 69,5 %.

## Административно-территориальное деление

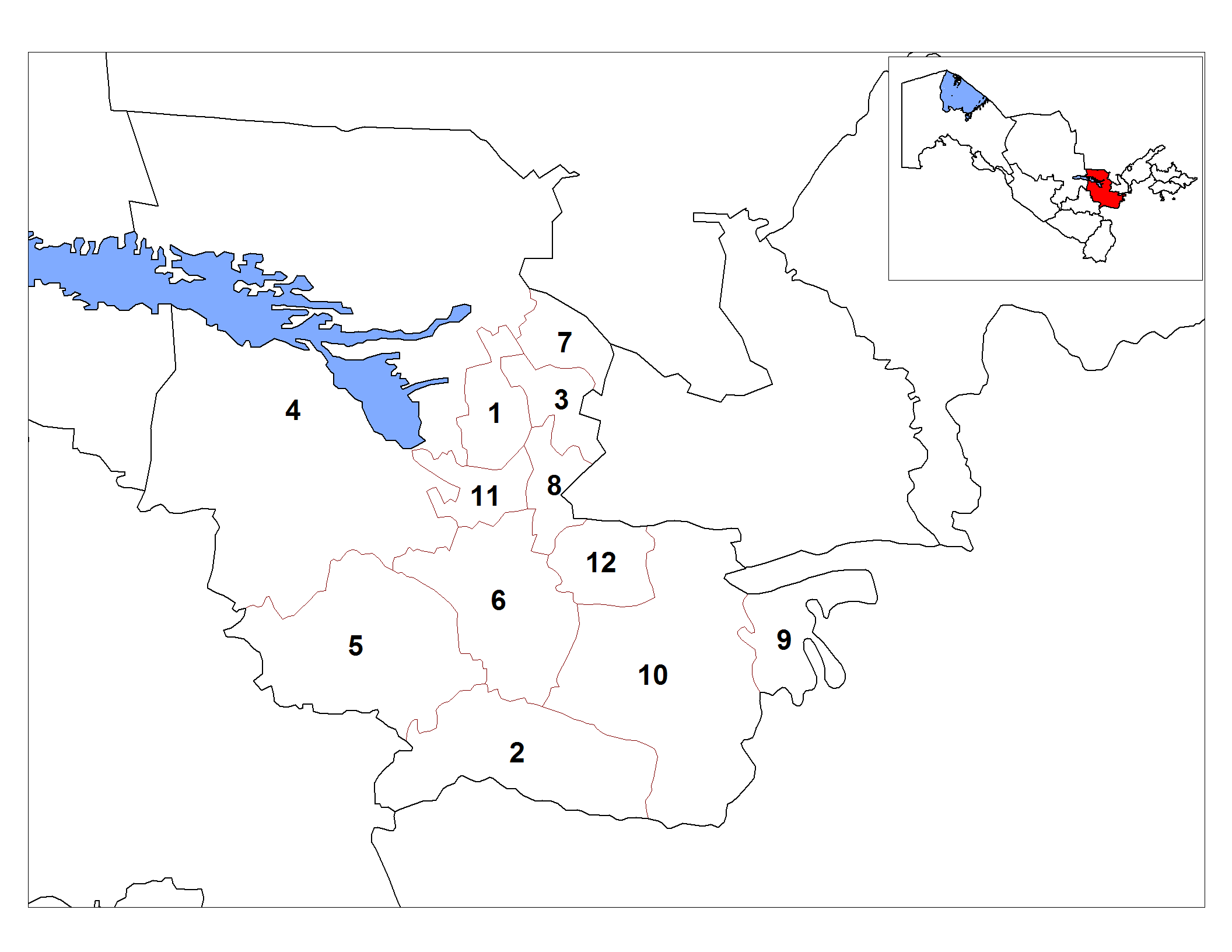
Административно-территориальное деление Джизакской области.

Область состоит из 12 административных районов (туманов), численность их населения указана на 1 апреля 2016 года:
1. Арнасайский район — 43 200 человек (центр — п. Голиблар);
2. Бахмальский район — 143 700 человек (центр — п. Усмат);
3. Дустликский район — 61 300 (центр — город Дустлик);
4. Фаришский район — 87 000 человек (центр — п. Багдан);
5. Галляаральский район — 159 300 человек (центр — город Галляарал);
6. Шараф-Рашидовский район — 199 100 человек (центр — п. Учтепа);
7. Мирзачульский район — 47 300 человек (центр — город Гагарин);
8. Пахтакорский район — 69 500 человек (центр — город Пахтакор);
9. Янгиабадский район — 26 500 человек (центр — п. Баландчакир);
10. Зааминский район — 165 600 человек (центр — п. Заамин);
11. Зафарабадский район — 46 500 человек (центр — п. Зафарабад);
12. Зарбдарский район — 83 600 человек (центр — п. Зарбдар).

1 город областного подчинения
- Джизак — 168 200 человек.

7 городов:
- Джизак,
- Гагарин,
- Галляарал,
- Даштабад,
- Дустлик,
- Марджанбулак,
- Пахтакор.

## Экономика

### Сельское хозяйство
Экономика области основана на сельском хозяйстве. Основными сельскохозяйственными культурами являются хлопок и пшеница.
Также выращиваются овощи, кормовые и бахчевые культуры (дыни и тыквы). Треть сельскохозяйственных земель используется в земледелии. Животноводство базируется на разведении овец, коз и свиней.
В 2020 году Узбекистан и Россия подписали соглашение между министерством сельского хозяйства Республики Узбекистан и ВЭБ.РФ о финансировании российской стороной создания инфраструктуры для поставок плодоовощной продукции из Узбекистана в Россию.
Проект по созданию агрологистического комплекса реализует в Джизакской области Республики Узбекистан российско-узбекское совместное предприятие ОО «ВМВ-NRC Agrologistics». Комплекс предназначен для оказания услуг по сортировке, переработке, хранению, санитарному и таможенному оформлению, подготовке к транспортировке и логистике местной плодоовощной продукции для поставок в Россию. По информации ВЭБ.РФ, мощности комплекса позволят обрабатывать около 260 тыс. тонн сельхозпродукции в год.

### Промышленность
Производство строительных материалов является доминирующей отраслью промышленности области. Также существует производство по изготовлению пластмассовых изделий и очистке хлопка, действуют рыбоперерабатывающий завод и аккумуляторный завод.
В области есть большое количество шахт, в которых добываются полиметаллические руды, содержащие свинец, цинк, железо; а также сырьё для изготовления извести и известняк.

### Транспорт
Имеется автомобильное сообщение с Ташкентом, Самаркандом, Бухарой и другими городами Узбекистана.

## Хокимы
1. Шавкат Мираманович Мирзиёев (11.09.1996-11.09.2001),
2. Убайдулла Яхшибоевич Яманкулов (2001-2007),
3. Муса Анарбаев (2007-2007),
4. Махмуд Халбутаев (2007-2009),
5. Сайфиддин Умарович Исмоилов (2009-23.12.2016),
6. Улугбек Юлдашевич Узаков[12] (23.12.2016–2017),
7. Эргаш Алибекович Салиев[13][14] (30.03.2018-19.12.2024),
8. Мустафоев Улугбек Мавлонович [14] (с 19.12.2024, и.о.).

## Известные люди, связанные с Джизакской областью
- Лебедев Сергей Николаевич (род. 9 апреля 1948 года, Джизак, Узбекская ССР) — государственный деятель России, исполнительный секретарь Содружества Независимых Государств (СНГ) (с октября 2007 года), российский разведчик, генерал армии России, директор Службы внешней разведки Российской Федерации (2000-2007).
- Мирзиёев Шавкат Миромонович (род. 24 июля 1957 года, Зааминский район, Джизакская область, Узбекская ССР — действующий президент Республики Узбекистан (с 4 декабря 2016 года), исполнявший обязанности президента Республики Узбекистан с 8 сентября 2016 года до своего 1-го официального избрания.
- Рашидов Шараф Рашидович (24 октября (6 ноября) 1917, Джизак — 31 октября 1983 года, Ташкент) — советский партийный и государственный деятель, писатель. Руководитель Узбекской ССР на протяжении 24 лет в качестве Первого секретаря Центрального комитета Коммунистической партии Узбекской ССР (1959-1983).
- Рудова Наталья Александровна (род. 2 июля 1983 года, Пахтакор, Джизакская область, Узбекская ССР, СССР) — российская актриса театра и кино.

## Достопримечательности
На территории области расположена Крепость Мык — археологический памятник, состоит из трех объектов: двух разновременных замков Мык I (верхний замок), Мык II (нижний замок) и Мык III — производственно- жилой поселок.